# Kálmány Lajos

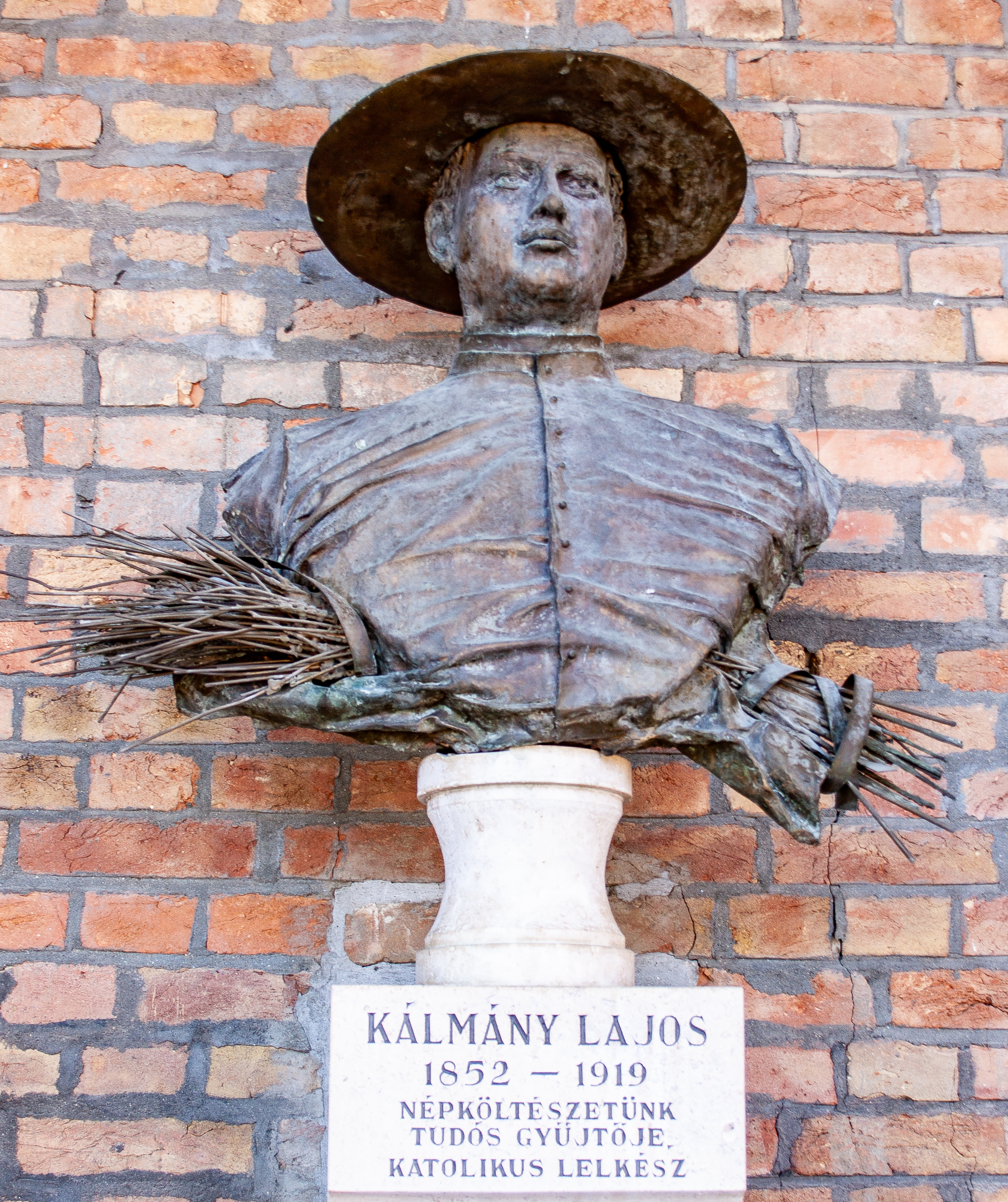
Kálmány Lajos mellszobra a szegedi Dóm téren

Kálmány Lajos (Szeged, 1852. május 3. – Szeged, 1919. december 5.) magyar néprajzkutató, katolikus pap.
Dél-alföldi és temesközi gyűjtéseivel nagy értékű folklórt mentett meg a Szegedről kirajzott paraszti népesség történeti, katonai énekeiből, betyárballadáiból, hiedelemtörténeteiből, világi és vallásos mondáiból. A Dugonics Társaság alapító tagja volt.

## Életpályája
Szegedi felsővárosi tímárcsalád gyermekeként látta meg a napvilágot. Középfokú tanulmányait a szegedi piarista gimnáziumban végezte, teológiai tanulmányokat Temesvárott folytatott. 1875 júliusában szentelték pappá. Papi tevékenységének első állomáshelye Magyarpécskán volt, itt kezdte népköltészeti gyűjtőmunkáját is. Szíve a szegényparasztokhoz húzott, főnökeivel gyakran összeütközésbe került, ez utóbbi ok miatt többször áthelyezték papi tevékenységének színterét Csanád vármegye, Arad vármegye, Temes vármegye és Torontál vármegye különböző kis településeire, e sajátos körülmény a népdalgyűjtő munkának külön kedvezett. Gyűjtéseit maga szerkesztette egybe, s saját pénzén adta ki, már 1877-től kezdve. 35 évet töltött a papi pályán, utoljára Csanádpalotán volt segédlelkész. 1910-ben betegsége miatt innen nyugdíjazták, ekkor visszaköltözött Szegedre, még pár évig gyűjteményeivel foglalkozott, nagy nyomorban és magányban halt meg. Szegeden érte a halál. Temetése szerény körülmények között történt, a szegedi Dugonics temetőben nyugszik.
Kálmány Lajos hagyatékát Móra Ferenc vásárolta meg a Somogyi-könyvtár számára, e hagyaték később, a levelezés kivételével, a Néprajzi Múzeumba került. S annak egy része majd innen került kiadásra az 1950-es évek elején Dégh Linda és Ortutay Gyula szerkesztésében. A Néprajzi Múzeumban lévő hagyatékot jelenleg a Kovács Ágnes által felállított rendben őrzik.
Mitológiai feldolgozó munkáját, s a vallási néprajzzal kapcsolatos tanulmányát a Magyar Tudományos Akadémia is elismerte, s közreadta még életében.

## Művei (válogatás)
- Koszorúk az Alföld vad virágaiból. 1-2.[6] Arad : Réthy Lipót, 1877-1878.
- Szeged népe. 1-3.[7] Arad : Réthy Lipót és fia, 1881-1891.
- Boldogasszony, ősvallásunk istenasszonya.[8] Budapest : MTA, 1885. (Értekezések a nyelv- és széptudományok köréből ; 12/9.) REAL-EOD
- Mythologiai nyomok a magyar nép nyelvében és szokásaiban : a Hold nyelvhagyományainkban. Budapest : MTA, 1887. 20 p. REAL-EOD
- Világunk alakulásai nyelvhagyományainkban. Mythologiai tanulmány. Szegeden : Bába, 1893. 74 p. Online
- Hagyományok / Gyűjtötte és jegyzetekkel ellátta a szerző. 1-2. köt.[9] Vácz : Néphagyományokat-Gyűjtő Társaság, 1914.
- Kálmány Lajos népköltési hagyatéka / szerk. Ortutay Gyula ; kiad. a Magyar Néprajzi Társaság. Budapest : M. Néprajzi Társ., 1920.
- Történeti énekek és katonadalok / gyűjtötte Kálmány Lajos ; [sajtó alá rend. és a bev. tanulmányt írta Dégh Linda] ; [az életrajzot írta Péter László] ; [a jegyzeteket kész. Dégh Linda és Katona Imre] ; [Magyar Néprajzi Társaság] Budapest : Közoktatásügyi Kiadóvállalat, 1952. 824 p. (Kálmány Lajos népköltési hagyatéka ; 1.)
- Alföldi népballadák / gyűjtötte Kálmány Lajos ; [sajtó alá rend. Ortutay Gyula] ; [szerk. Marót Károly] ; [Magyar Néprajzi Társaság] Budapest : Akadémiai Kiadó, 1954. 267 p. ; (Kálmány Lajos népköltési hagyatéka ; 2.)
- Magyar hitvilág / s.a.r. Péter László ; Szeged-Pécska :  Kálmány Lajos Közművelődési Egyesület, 2009. 331. p.
- 2015 Alföldi gyűjtés. Budapest. Közreadja: Forrai Ibolya, Raffai Judit.

### Kéziratos hagyatéka
A Néprajzi Múzeum Kéziratgyűjteményében jelenleg 90 kézirattöredék érhető el.
- Tündérek, óriások, törpék I-II. (1872-1919)
- Viseleti adatok: a takács (töredék) (1872-1919)